# Duncan Robinson

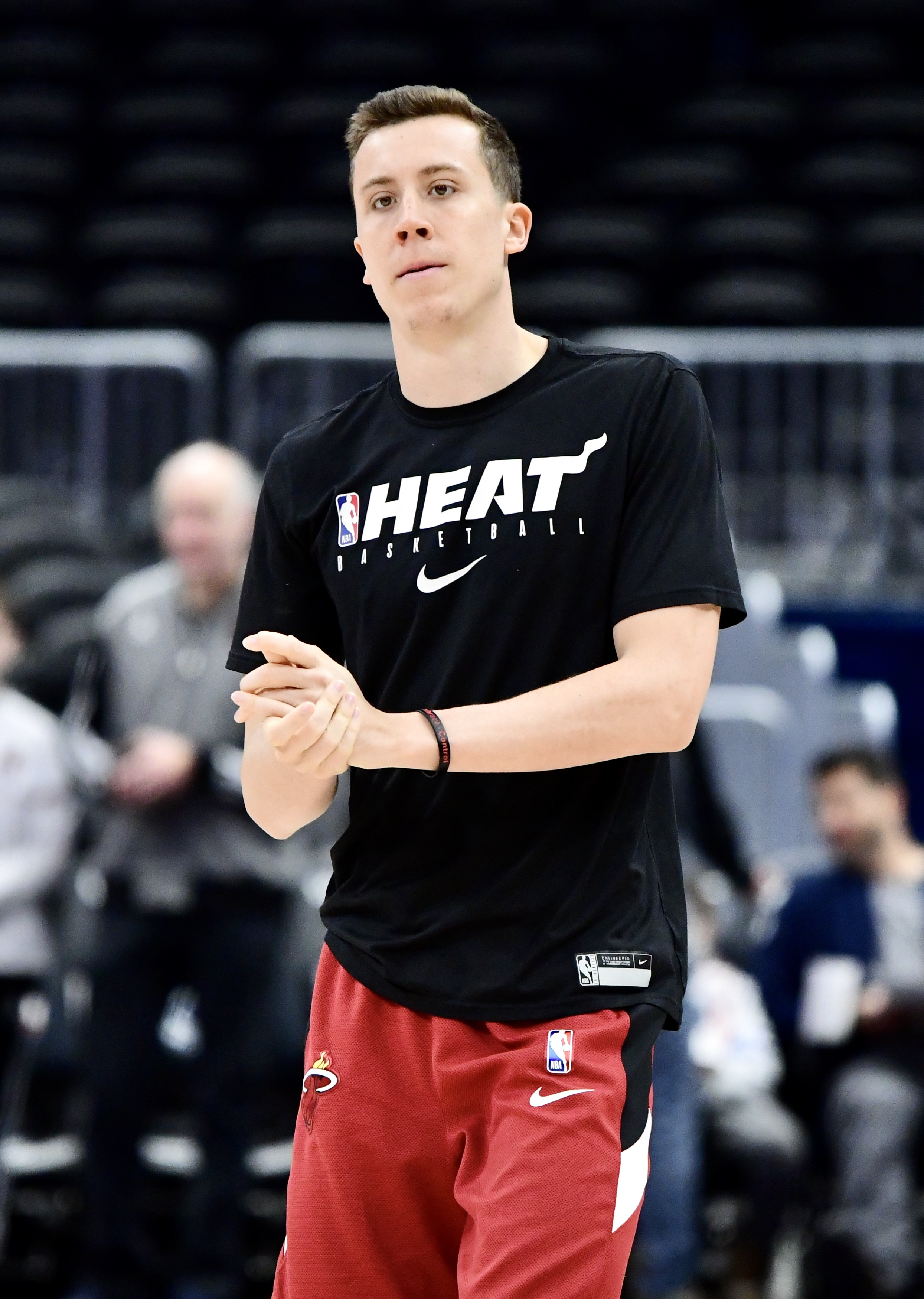
Duncan Robinson, 2020.

Duncan McBryde Robinson, född 22 april 1994 i York i Maine, är en amerikansk professionell basketspelare (SF/SG) som spelar för Detroit Pistons i National Basketball Association (NBA). Han har tidigare spelat för Miami Heat.
Robinson blev aldrig NBA-draftad.
Innan han blev proffs studerade Robinson först vid Williams College och spelade för universitetets idrottsförening Williams Ephs. Han blev senare överförd till University of Michigan för spel i Michigan Wolverines.